# Carlos Gringa
Carlos Gringa (* 18. August 1912 in Montevideo; † Oktober 1984 in Florenz, Italien) war ein uruguayischer Fußballspieler.

## Verein
Der auf dem linken Flügel eingesetzte, 1,71 Meter große Gringa gehörte mindestens 1926 und von 1929 bis 1931 dem Kader des Club Atlético Peñarol an. Dort wurde er 1929 mit seinem Verein Uruguayischer Meister in der Primera División. Nach seinem Engagement bei den Aurinegros wechselte er nach Italien und schloss sich dort von 1932 bis 1936 dem AC Florenz an. 98 Spiele in der Serie A, bei denen er insgesamt 23 Treffer erzielte, sind für ihn bei der Fiorentina verzeichnet. Von 1936 bis 1939 stand er dann in Reihen des Ligakonkurrenten AS Lucchese Libertas, für den er in dieser Zeit weitere 31 Erstligaspiele (drei Tore) bestritt. Vor seinem Wechsel nach Italien soll er auch bei Nacional Montevideo gespielt haben.

## Erfolge
- Uruguayischer Meister (1929)